# Леканоромицеты
Леканоромицеты (лат. Lecanoromycetes) — класс грибов, включающий в себя приблизительно 13 500 преимущественно лихенизированных видов. Содержит около 90 % видов лишайников отдела Аскомицетов. Класс принадлежит подотделу Pezizomycotina отдела Ascomycota.

## Описание
Класс, главным образом, включает аскомицеты, которые характеризуются аскомой в виде апотеций, амилоидными сумками с двухслойной стенкой и апикальным утолщением, хаматецием (межсумковые гифы), образованный парафизами или псевдопарафизами.

### Химический состав
Леканоромицеты хорошо известны широким диапазоном вторичных метаболитов таких как депсидоны, терпеноиды и ксантоны.

## Среда обитания и распространение
Леканоромицеты преимущественно произрастают на коре деревьев (эпифиты) и каменистом субстрате (эпилиты), но могут быть обнаружены и на листьях (эпифиллы), почве (эпигеиды), древесине (эпиксилы), мхах (эпибриофиты), на других лишайниках (лихенофильные виды). Кроме натуральных субстратов некоторые леканоромицеты могут произрастать на искусственных материалах, таких как кирпич, бетон, асфальт, металл, пластик, стекло, резина. Некоторые виды даже встречаются на костях или панцирях земных черепах, и, ещё, на любой материале со стабильной выдержкой поверхности в течение длительного времени. Несколько видов, главным образом рода Aspicilia s. l. и Xanthoparmelia не прикрепляются к субстрату и встречаются как мигрирующие.
Леканоромицеты широко распространены и могут быть обнаружены от тропиков до полюсов.

## Классификация
Класс Леканоромицеты согласно базе данных Catalogue of Life подразделяется следующим образом: порядки; семейства, не отнесённые к порядкам; роды, не отнесённые к семействам.
- Acarosporales — Акароспоровые
- Arctomiales — Арктомиевые
- Baeomycetales — Беомицетовые
- Caliciales — Калициевые
- Graphidales — Графидовые
- Hymeneliales — Гименелиевые
- Lecanorales — Леканоровые
- Lecideales — Лецидеевые
- Ostropales — Остроповые
- Peltigerales — Пельтигеровые
- Pertusariales — Пертузариевые
- Rhizocarpales — Ризокарповые
- Schaereriales — Шерериевые
- Teloschistales — Телосхистовые
- Turquoiseomycetales
- Umbilicariales — Умбиликариевые
- Семейства леканомицетов, не отнесённые к порядкам.
  - Arthorhaphidaceae — Арторафидовые
  - Helocarpaceae
  - Leprocaulaceae
  - Sarrameanaceae — Саррамеановые
  - Trapeliaceae
  - Xylographaceae
  - Роды леканомицетов, не отнесённые к семействам.
    - Argopsis
    - Aspilidea
    - Bartlettiella
    - Bouvetiella
    - Eschatogonia
    - Leprocaulon
    - Roccellinastrum
    - Stenhammarella
    - Umbilithecium